# Список Героев Советского Союза (Москаленко — Мячин)
В настоящем списке представлены в алфавитном порядке все Герои Советского Союза, чьи фамилии начинаются с буквы «М» (всего 943 человека, из них девять удостоены звания дважды). Список содержит даты Указов Президиума Верховного Совета СССР о присвоении звания, информацию о роде войск, должности и воинском звании Героев на дату представления к присвоению звания Героя Советского Союза, годах их жизни.
Ударения в фамилиях Героев приведены по книге «Герои Советского Союза: Краткий биографический словарь / Пред. ред. коллегии И. Н. Шкадов. — М.: Воениздат, 1988. — Т. 2 /Любов — Ящук/. — 863 с. — 100 000 экз. — ISBN 5-203-00536-2.».
- Персиковым цветом  в таблице выделены Герои, удостоенные звания дважды и более раз.
- Серым цветом  в таблице выделены Герои, представленные к званию посмертно.

| Навигационная таблица | Навигационная таблица              |
| --------------------- | ---------------------------------- |
| «М»                   | Магерамов Мелик — Малка Иван       |
| «М»                   | Малков Георгий — Марков Александр  |
| «М»                   | Марков Алексей — Матросов Алексей  |
| «М»                   | Матросов Вадим — Мельнов Иван      |
| «М»                   | Меляков Василий — Миронов Леонид   |
| «М»                   | Миронов Михаил — Могильчак Иван    |
| «М»                   | Модин Борис — Москалёв Николай     |
| «М»                   | Москаленко Георгий — Мячин Василий |

| № п/п | Фамилия Имя Отчество | Дата Указа            | Род войск                       | Должность | Звание                                    | Годы жизни                                  | БС ГС НЛ                        |
| ----- | --- | --------------------- | ------------------------------- | --- | ----------------------------------------- | ------------------------------------------- | ------------------------------- |
| 813   | Москале́нко Георгий Васильевич                                                                                            | 14.06.1942            | авиация                         | командир звена 6-го гвардейского истребительного авиационного полка 62-й авиационной бригады ВВС Черноморского флота | гвардии старший лейтенант                 | 17.02.1918 — 18.11.1991                     | [ БС 1 ] [ ГС 1 ] [ НЛ 1 ]      |
| 814   | Москале́нко Иван Васильевич укр. Москаленко Іван Васильович                                                               | 21.07.1942            | пехота                          | стрелок 1075-го стрелкового полка 316-й стрелковой дивизии 16-й армии Западного фронта | красноармеец                              | 1912 — 16.11.1941                           | [ БС 2 ] [ ГС 2 ] [ НЛ 2 ]      |
| 815   | Москале́нко Иван Ефимович                                                                                                 | 04.02.1944            | авиация                         | командир эскадрильи 946-го штурмового авиационного полка 231-й штурмовой авиационной дивизии 1-й воздушной армии Западного фронта | капитан                                   | 10.10.1915 — 26.11.1971                     | [ БС 2 ] [ ГС 3 ] [ НЛ 3 ]      |
| 816   | Москале́нко Кирилл Семёнович укр. Москаленко Кирило Семенович                                                             | 23.10.1943 21.02.1978 | генерал маршал                  | командующий 40-й армией Воронежского фронта главный инспектор Министерства обороны СССР, заместитель министра обороны СССР | генерал-полковник Маршал Советского Союза | 11.05.1902 — 17.06.1985                     | ——                              |
| 817   | Москале́нко Михаил Илларионович укр. Москаленко Михайло Іларіонович                                                       | 01.11.1943            | артиллерия                      | командир огневого взвода 309-го гвардейского стрелкового полка 109-й гвардейской стрелковой дивизии 44-й армии Южного фронта | гвардии младший лейтенант                 | 08.11.1919 — 26.09.1943                     | [ БС 2 ] [ ГС 5 ] [ НЛ 4 ]      |
| 818   | Москале́нко Яков Романович бел. Маскаленка Якаў Раманавіч                                                                 | 24.03.1945            | пехота                          | стрелок 1323-го стрелкового полка 415-й стрелковой дивизии 61-й армии 1-го Белорусского фронта | красноармеец                              | 02.03.1922 — 18.03.1966                     | [ БС 2 ] [ ГС 6 ] [ НЛ 5 ]      |
| 819   | Москальчу́к Григорий Мартынович укр. Москальчук Григорій Мартинович                                                       | 29.06.1945            | пехота                          | пулемётчик бронетранспортёра 2-й гвардейской механизированной бригады 1-го гвардейского механизированного корпуса 3-го Украинского фронта | гвардии красноармеец                      | 20.05.1920 — 09.01.1957                     | [ БС 2 ] [ ГС 7 ] [ НЛ 6 ]      |
| 820   | Москальчу́к Никита Андреевич укр. Москальчук Микита Андрійович                                                            | 10.01.1944            | танкист                         | заместитель по строевой части командира 54-й гвардейской танковой бригады 7-го гвардейского танкового корпуса 3-й гвардейской танковой армии 1-го Украинского фронта | гвардии подполковник                      | 20.10.1902 — 14.11.1943                     | [ БС 2 ] [ ГС 8 ] [ НЛ 7 ]      |
| 821   | Москви́н Василий Иванович                                                                                                 | 21.03.1940            | пехота                          | командир батальона 252-го стрелкового полка 70-й стрелковой дивизии 7-й армии Северо-Западного фронта | старший лейтенант                         | 17.02.1910 — 01.12.1979                     | ——                              |
| 822   | Москви́н Виктор Аркадьевич                                                                                                | 31.05.1945            | пехота                          | разведчик 73-й гвардейской отдельной разведывательной роты 75-й гвардейской стрелковой дивизии 61-й армии 1-го Белорусского фронта | гвардии красноармеец                      | 10.02.1925 — 15.08.1981                     | [ БС 3 ] [ ГС 10 ] [ НЛ 8 ]     |
| 823   | Москви́н Михаил Кириллович                                                                                                | 17.10.1943            | пехота                          | командир мотострелкового батальона 26-й гвардейской механизированной бригады 7-го гвардейского механизированного корпуса 60-й армии Центрального фронта | гвардии старший лейтенант                 | 11.01.1910 — 07.11.1969                     | [ БС 3 ] [ ГС 11 ] [ НЛ 9 ]     |
| 824   | Москвичёв Виктор Александрович                                                                                           | 15.05.1946            | авиация                         | старший лётчик 825-го штурмового авиационного полка 225-й штурмовой авиационной дивизии 15-й воздушной армии Ленинградского фронта | лейтенант                                 | 14.03.1922 — 02.02.1997                     | [ БС 3 ] [ ГС 12 ] [ НЛ 10 ]    |
| 825   | Москвиче́нко Николай Павлович                                                                                             | 22.02.1944            | пехота                          | стрелок 1118-го стрелкового полка 333-й стрелковой дивизии 6-й армии 3-го Украинского фронта | красноармеец                              | 23.12.1907 — 03.09.1977                     | [ БС 3 ] [ ГС 13 ] [ НЛ 11 ]    |
| 826   | Моски́нский Александр Иванович                                                                                            | 10.01.1944            | пехота                          | помощник командира взвода 454-го стрелкового полка 100-й стрелковой дивизии 27-й армии Воронежского фронта | сержант                                   | 30.08.1914 — 23.01.1966                     | [ БС 3 ] [ ГС 14 ] [ НЛ 12 ]    |
| 827   | Москове́нко Василий Иванович                                                                                              | 27.06.1945            | авиация                         | командир звена 1-го гвардейского истребительного авиационного полка 7-й гвардейской истребительной авиационной дивизии 2-го истребительного авиационного корпуса 2-й воздушной армии 1-го Украинского фронта                                                                                              | гвардии старший лейтенант                 | 08.08.1915 — 01.08.2001                     | [ БС 3 ] [ ГС 15 ] [ НЛ 13 ]    |
| 828   | Моско́вский Александр Николаевич                                                                                          | 17.11.1939            | комиссар                        | военный комиссар стрелково-пулемётного батальона 8-й мотоброневой бригады 1-й армейской группы | старший политрук                          | 15.08.1907 — 28.08.1939                     | ——                              |
| 829   | Моско́вченко Григорий Савельевич укр. Московченко Григорій Савелійович                                                    | 01.11.1943            | артиллерия                      | начальник разведки 320-го гвардейского миномётного дивизиона 67-го гвардейского миномётного полка Южного фронта | гвардии лейтенант                         | 25.02.1916 — 05.10.1995                     | [ БС 5 ] [ ГС 17 ] [ НЛ 14 ]    |
| 830   | Мосо́лов Александр Ильич                                                                                                  | 18.09.1943            | авиация                         | командир эскадрильи 3-го авиационного полка 53-й авиационной дивизии 5-го авиационного корпуса Авиации дальнего действия | майор                                     | 08.08.1911 — 22.09.1996                     | [ БС 5 ] [ ГС 18 ] [ НЛ 15 ]    |
| 831   | Мосо́лов Анатолий Алексеевич                                                                                              | 03.06.1944            | танкист                         | командир танковой роты 48-го гвардейского отдельного тяжёлого танкового полка прорыва 5-го гвардейского танкового корпуса 38-й армии Воронежского фронта | гвардии лейтенант                         | 28.07.1910 — 19.10.1943                     | [ БС 5 ] [ ГС 19 ] [ НЛ 16 ]    |
| 832   | Мосо́лов Георгий Константинович                                                                                           | 05.10.1960            | авиация                         | лётчик-испытатель ОКБ-155 Министерства авиационной промышленности | подполковник                              | 03.05.1926 — 17.03.1918                     | ——                              |
| 833   | Мостово́й Владимир Иосифович укр. Мостовий Володимир Йосипович                                                            | 21.07.1944            | артиллерия                      | командир батареи 816-го артиллерийского полка 281-й стрелковой дивизии 23-й армии Ленинградского фронта | старший лейтенант                         | 04.07.1919 — 18.10.1996                     | [ БС 5 ] [ ГС 21 ] [ НЛ 17 ]    |
| 834   | Мостово́й Григорий Порфирьевич укр. Мостовий Григорій Порфирович                                                          | 17.10.1943            | пехота                          | пулемётчик 1033-го стрелкового полка 280-й стрелковой дивизии 60-й армии Центрального фронта | ефрейтор                                  | 08.10.1923 — ноябрь 1943 (пропал без вести) | [ БС 6 ] [ ГС 22 ] [ НЛ 18 ]    |
| 835   | Мостово́й Николай Александрович укр. Мостовий Микола Олександрович                                                        | 29.06.1945            | авиация                         | командир эскадрильи 22-го гвардейского бомбардировочного авиационного полка 321-й бомбардировочной авиационной дивизии 8-й воздушной армии 4-го Украинского фронта | гвардии капитан                           | 23.01.1919 — 21.05.1991                     | [ БС 7 ] [ ГС 23 ] [ НЛ 19 ]    |
| 836   | Мостово́й Сергей Андреевич укр. Мостовий Сергій Андрійович                                                                | 24.03.1945            | пехота                          | пулемётчик 220-го гвардейского стрелкового полка 79-й гвардейской стрелковой дивизии 8-й гвардейской армии 1-го Белорусского фронта | гвардии красноармеец                      | 18.07.1908 — 31.12.1979                     | [ БС 7 ] [ ГС 24 ] [ НЛ 20 ]    |
| 837   | Мосулишвили Форе Николаевич (Мосулишвили Христофор Николаевич) груз. მოსულიშვილი ფორე                                    | 05.05.1990            | Движение Сопротивления в Италии | помощник командира интернационального партизанского отряда батальона «Пеппино» 118-й гарибальдийской бригады «Ремо Сервадеи» итальянского Движения Сопротивления | —                                         | 02.08.1916 — 03.12.1944                     | ——                              |
| 838   | Мосьпа́нов Илья Петрович                                                                                                  | 23.11.1942            | авиация                         | командир эскадрильи 7-го гвардейского штурмового авиационного полка 230-й штурмовой авиационной дивизии 4-й воздушной армии Южного фронта | гвардии старший лейтенант                 | 22.06.1913 — 25.07.1942                     | [ БС 7 ] [ ГС 26 ] [ НЛ 21 ]    |
| 839   | Мо́тин Иван Никитович | 22.07.1944            | пехота                          | командир пулемётного расчёта 219-го гвардейского стрелкового полка 71-й гвардейской стрелковой дивизии 6-й гвардейской армии 1-го Прибалтийского фронта | гвардии старшина                          | 17.01.1917 — 13.05.1962                     | [ БС 7 ] [ ГС 27 ] [ НЛ 22 ]    |
| 840   | Мотко́в Пётр Иванович | 18.08.1945            | авиация                         | заместитель командира эскадрильи 826-го штурмового авиационного полка 335-й штурмовой авиационной дивизии 3-й воздушной армии 3-го Белорусского фронта | старший лейтенант                         | 13.06.1919 — 29.10.1973                     | [ БС 7 ] [ ГС 28 ] [ НЛ 23 ]    |
| 841   | Мото́рин Николай Яковлевич                                                                                                | 29.06.1945            | авиация                         | старший лётчик 565-го штурмового авиационного полка 224-й штурмовой авиационной дивизии 8-го штурмового авиационного корпуса 8-й воздушной армии 4-го Украинского фронта | лейтенант                                 | 30.10.1922 — 05.05.1945                     | [ БС 7 ] [ ГС 29 ] [ НЛ 24 ]    |
| 842   | Мото́рный Иван Порфирьевич укр. Моторний Іван Порфирович                                                                  | 28.01.1943            | авиация                         | командир 512-го истребительного авиационного полка 220-й истребительной авиационной дивизии 16-й воздушной армии Донского фронта | капитан                                   | 29.08.1918 — 11.07.1973                     | [ БС 7 ] [ ГС 30 ] [ НЛ 25 ]    |
| 843   | Моторы́гин Василий Семёнович                                                                                              | 17.10.1943            | пехота                          | командир взвода 231-го гвардейского стрелкового полка 75-й гвардейской стрелковой дивизии 60-й армии Центрального фронта | гвардии лейтенант                         | 03.04.1908 — 08.11.1992                     | [ БС 9 ] [ ГС 31 ] [ НЛ 26 ]    |
| 844   | Мо́туз Иван Фомич укр. Мотуз Іван Хомич                                                                                   | 24.08.1943            | авиация                         | командир эскадрильи 744-го истребительного авиационного полка 240-й истребительной авиационной дивизии 6-й воздушной армии Северо-Западного фронта | капитан                                   | 15.05.1918 — 28.04.1979                     | [ БС 9 ] [ ГС 32 ] [ НЛ 27 ]    |
| 845   | Мохла́ев Фёдор Платонович (Махлаев Фёдор Платонович)                                                                      | 10.01.1944            | пехота                          | помощник командира взвода 520-го стрелкового полка 167-й стрелковой дивизии 38-й армии 1-го Украинского фронта | старший сержант                           | 1905 — 12.11.1943                           | [ БС 9 ] [ ГС 33 ] [ НЛ 28 ]    |
| 846   | Мо́хов Константин Григорьевич                                                                                             | 19.04.1945            | артиллерия                      | командир батареи 13-го гвардейского стрелкового полка 3-й гвардейской стрелковой дивизии 2-й гвардейской армии 3-го Белорусского фронта | гвардии лейтенант                         | 26.09.1923 — 05.02.1945                     | [ БС 9 ] [ ГС 34 ] [ НЛ 29 ]    |
| 847   | Мо́хов Михаил Иванович укр. Мохов Михайло Іванович                                                                        | 24.03.1945            | артиллерия                      | командир батареи 525-го лёгкого артиллерийского полка 11-й лёгкой артиллерийской бригады 7-й артиллерийской дивизии прорыва РГК в составе 46-й армии 2-го Украинского фронта | капитан                                   | 21.06.1922 — 29.01.1982                     | [ БС 9 ] [ ГС 35 ] [ НЛ 30 ]    |
| 848   | Мохово́й Сергей Петрович укр. Моховий Сергій Петрович                                                                     | 29.10.1943            | пехота                          | командир пулемётного взвода 931-го стрелкового полка 240-й стрелковой дивизии 38-й армии Воронежского фронта | старший лейтенант                         | 05.07.1915 — 13.10.1943                     | [ БС 9 ] [ ГС 36 ] [ НЛ 31 ]    |
| 849   | Моча́лин Николай Гаврилович                                                                                               | 20.04.1945            | морской флот                    | командир отдельного взвода автоматчиков 305-го отдельного батальона морской пехоты 83-й отдельной стрелковой бригады морской пехоты 46-й армии 2-го Украинского фронта | лейтенант                                 | 26.12.1922 — 02.03.2001                     | [ БС 9 ] [ ГС 37 ] [ НЛ 32 ]    |
| 850   | Мочало́в Владимир Николаевич                                                                                              | 23.02.1945            | авиация                         | командир эскадрильи 78-го гвардейского штурмового авиационного полка 2-й гвардейской штурмовой авиационной дивизии 16-й воздушной армии 1-го Белорусского фронта | гвардии капитан                           | 23.01.1921 — 17.07.1971                     | [ БС 9 ] [ ГС 38 ] [ НЛ 33 ]    |
| 851   | Мочало́в Михаил Ильич | 26.10.1944            | авиация                         | заместитель командира эскадрильи 144-го гвардейского штурмового авиационного полка 9-й гвардейской штурмовой авиационной дивизии 1-го гвардейского штурмового авиационного корпуса 5-й воздушной армии 2-го Украинского фронта                                                                            | гвардии лейтенант                         | 13.01.1921 — 11.03.1972                     | [ БС 10 ] [ ГС 39 ] [ НЛ 34 ]   |
| 852   | Моченко́в Леонид Иванович                                                                                                 | 15.01.1944            | пехота                          | командир мотострелкового батальона 106-й танковой бригады 6-го гвардейского танкового корпуса 3-й гвардейской танковой армии Центрального фронта | капитан                                   | 21.04.1913 — 23.07.1943                     | [ БС 11 ] [ ГС 40 ] [ НЛ 35 ]   |
| 853   | Мо́шин Александр Фёдорович                                                                                                | 29.08.1939            | авиация                         | лётчик 56-го истребительного авиационного полка истребительной авиационной бригады 1-й армейской группы | лейтенант                                 | 28.08.1917 — 13.07.1943                     | ——                              |
| 854   | Мо́шкин Александр Иванович                                                                                                | 21.07.1944            | морской флот                    | автоматчик 70-й морской стрелковой бригады 7-й армии Карельского фронта | старший краснофлотец                      | 03.06.1922 — 24.06.1944                     | [ БС 11 ] [ ГС 42 ] [ НЛ 36 ]   |
| 855   | Мошко́в Борис Николаевич                                                                                                  | 19.08.1944            | авиация                         | заместитель командира эскадрильи 431-го штурмового авиационного полка 299-й штурмовой авиационной дивизии 16-й воздушной армии 1-го Белорусского фронта | старший лейтенант                         | 17.06.1922 — 24.06.1984                     | [ БС 11 ] [ ГС 43 ] [ НЛ 37 ]   |
| 856   | Мошля́к Иван Никонович укр. Мошляк Іван Никонович                                                                         | 25.10.1938            | комиссар                        | секретарь партбюро 118-го стрелкового полка 40-й стрелковой дивизии 1-й армии Дальневосточного фронта | лейтенант                                 | 15.10.1907 — 22.04.1981                     | ——                              |
| 857   | Мугалёв Павел Михайлович                                                                                                 | 17.11.1943            | инженер                         | заместитель командира 166-го отдельного инженерно-танкового полка 3-й гвардейской танковой армии Воронежского фронта | подполковник                              | 15.02.1907 — 10.01.1992                     | [ БС 11 ] [ ГС 45 ] [ НЛ 38 ]   |
| 858   | Мудрецо́в Валентин Фёдорович                                                                                              | 15.05.1946            | авиация                         | заместитель командира эскадрильи 178-го гвардейского истребительного авиационного полка 14-й гвардейской истребительной авиационной дивизии 3-го гвардейского истребительного авиационного корпуса 5-й воздушной армии 2-го Украинского фронта                                                            | гвардии старший лейтенант                 | 21.01.1922 — 29.07.2008                     | [ БС 12 ] [ ГС 46 ] [ НЛ 39 ]   |
| 859   | Мужа́йло Николай Тимофеевич укр. Мужайло Микола Тимофійович                                                               | 15.05.1946            | авиация                         | начальник связи эскадрильи 8-го гвардейского бомбардировочного авиационного полка 221-й бомбардировочной авиационной дивизии 16-й воздушной армии 1-го Белорусского фронта | гвардии лейтенант                         | 20.04.1918 — 15.03.1981                     | [ БС 13 ] [ ГС 47 ] [ НЛ 40 ]   |
| 860   | Мужи́цкий Павел Тихонович (Мужецкий Павел Тихонович)                                                                      | 22.07.1944            | пехота                          | стрелок 199-го гвардейского стрелкового полка 67-й гвардейской стрелковой дивизии 6-й гвардейской армии 1-го Прибалтийского фронта | гвардии красноармеец                      | 16.07.1902 — 23.02.1972                     | [ БС 13 ] [ ГС 48 ] [ НЛ 41 ]   |
| 861   | Музалёв Иван Алексеевич                                                                                                  | 02.05.1945            | партизан                        | активный участник партизанской борьбы на Украине, командир Шепетовского партизанского отряда | —                                         | 15.12.1920 — 07.03.1984                     | [ БС 13 ] [ ГС 49 ] [ НЛ 42 ]   |
| 862   | Музолёв Михаил Семёнович                                                                                                 | 15.01.1944            | пехота                          | помощник командира взвода и парторг роты 467-го стрелкового полка 81-й стрелковой дивизии 61-й армии Центрального фронта | старший сержант                           | 15.11.1901 — 30.12.1984                     | [ БС 13 ] [ ГС 50 ] [ НЛ 43 ]   |
| 863   | Музы́кин Василий Филиппович                                                                                               | 21.03.1940            | артиллерия                      | командир батареи 402-го гаубичного артиллерийского полка 7-й армии Северо-Западного фронта | лейтенант                                 | 08.04.1918 — 28.05.1980                     | [ БС 13 ] [ ГС 51 ] [ НЛ 44 ]   |
| 864   | Музы́кин Михаил Максимович                                                                                                | 06.04.1945            | пехота                          | командир 185-й стрелковой дивизии 47-й армии 1-го Белорусского фронта | полковник                                 | 27.01.1905 — 22.06.1992                     | [ БС 13 ] [ ГС 52 ] [ НЛ 45 ]   |
| 865   | Мульта́н Николай Николаевич                                                                                               | 21.07.1944            | генерал                         | командир 69-го стрелкового корпуса 49-й армии 2-го Белорусского фронта | генерал-майор                             | 24.11.1900 — 19.09.1975                     | [ БС 13 ] [ ГС 53 ] [ НЛ 46 ]   |
| 866   | Мурави́цкий Лука Захарович бел. Муравіцкі Лука Захаравіч                                                                  | 22.10.1941            | авиация                         | лётчик 29-го истребительного авиационного полка 31-й смешанной авиационной дивизии Ленинградского фронта | старший лейтенант                         | 31.12.1916 — 30.11.1941                     | [ БС 13 ] [ ГС 54 ] [ НЛ 47 ]   |
| 867   | Муравлёв Николай Васильевич                                                                                              | 18.12.1956            | десантники                      | заместитель командира стрелковой роты 381-го гвардейского парашютно-десантного полка 31-й гвардейской воздушно-десантной дивизии | гвардии капитан                           | 27.12.1924 — 06.11.1956                     | ——                              |
| 868   | Муравьёв Алексей Тимофеевич                                                                                              | 17.10.1943            | артиллерия                      | командир батареи 206-го гвардейского лёгкого артиллерийского полка 3-й гвардейской лёгкой артиллерийской бригады 1-й гвардейской артиллерийской дивизии прорыва РГК в составе 60-й армии Центрального фронта                                                                                              | гвардии капитан                           | 20.03.1915 — 24.02.1975                     | [ БС 14 ] [ ГС 56 ] [ НЛ 48 ]   |
| 869   | Муравьёв Михаил Васильевич                                                                                               | 29.03.1944            | артиллерия                      | командир батареи 327-го отдельного истребительно-противотанкового дивизиона 253-й стрелковой дивизии 40-й армии Воронежского фронта | младший лейтенант                         | 15.05.1919 — 19.05.1981                     | [ БС 14 ] [ ГС 57 ] [ НЛ 49 ]   |
| 870   | Муравьёв Николай Андреевич                                                                                               | 10.04.1945            | пехота                          | командир роты 337-го гвардейского стрелкового полка 121-й гвардейской стрелковой дивизии 13-й армии 1-го Украинского фронта | гвардии лейтенант                         | 13.10.1902 — 28.01.1945                     | [ БС 14 ] [ ГС 58 ] [ НЛ 50 ]   |
| 871   | Муравьёв Николай Савельевич                                                                                              | 09.10.1943            | артиллерия                      | командир отделения разведки 111-го гвардейского гаубичного артиллерийского полка РГК в составе 40-й армии Воронежского фронта | гвардии старший сержант                   | 20.06.1920 — сентябрь 1945                  | [ БС 14 ] [ ГС 59 ] [ НЛ 51 ]   |
| 872   | Муравьёв Павел Игнатьевич                                                                                                | 01.05.1943            | авиация                         | командир эскадрильи 271-го истребительного авиационного полка 274-й истребительной авиационной дивизии 1-го истребительного авиационного корпуса 3-й воздушной армии Калининского фронта | старший лейтенант                         | 20.12.1917 — 19.02.2003                     | [ БС 14 ] [ ГС 60 ] [ НЛ 52 ]   |
| 873   | Мура́дов Бедир Беимодович                                                                                                 | 20.04.1945            | морской флот                    | пулемётчик 305-го отдельного батальона морской пехоты 83-й отдельной стрелковой бригады морской пехоты 2-й бригады речных кораблей Дунайской военной флотилии Черноморского флота | краснофлотец                              | 19.05.1909 — 05.12.1944                     | [ БС 14 ] [ ГС 61 ] [ НЛ 53 ]   |
| 874   | Мурадя́н Андраник Акопович арм. Մուրադյան Անդրանիկ                                                                        | 01.11.1943            | пехота                          | командир роты 177-го стрелкового полка 236-й стрелковой дивизии 46-й армии Степного фронта | лейтенант                                 | 1911 — 05.11.1943                           | [ БС 15 ] [ ГС 62 ] [ НЛ 54 ]   |
| 875   | Мура́хтов Павел Кузьмич укр. Мурахтов Павло Кузьмич                                                                       | 10.01.1944            | пехота                          | командир взвода пешей разведки 894-го стрелкового полка 211-й стрелковой дивизии 13-й армии Центрального фронта | сержант                                   | 22.01.1918 — 19.09.1943                     | [ БС 16 ] [ ГС 63 ] [ НЛ 55 ]   |
| 876   | Мура́шев Алексей Андрианович                                                                                              | 28.09.1943            | авиация                         | командир эскадрильи 3-го гвардейского истребительного авиационного полка 235-й истребительной авиационной дивизии 10-го истребительного авиационного корпуса 2-й воздушной армии Воронежского фронта | гвардии капитан                           | 30.07.1919 — 16.07.1999                     | [ БС 16 ] [ ГС 64 ] [ НЛ 56 ]   |
| 877   | Мура́шкин Михаил Фёдорович                                                                                                | 24.03.1945            | танкист                         | командир взвода танков Т-34 117-й танковой бригады 1-го танкового корпуса 2-й гвардейской армии 1-го Прибалтийского фронта | младший лейтенант                         | 23.11.1914 — 06.07.1977                     | [ БС 16 ] [ ГС 65 ] [ НЛ 57 ]   |
| 878   | Мура́шкин Яков Андреевич                                                                                                  | 23.02.1945            | авиация                         | командир эскадрильи 111-го гвардейского истребительного авиационного полка 10-й гвардейской истребительной авиационной дивизии 10-го истребительного авиационного корпуса 2-й воздушной армии 1-го Украинского фронта                                                                                     | гвардии капитан                           | 13.05.1917 — 26.08.1946                     | [ БС 16 ] [ ГС 66 ] [ НЛ 58 ]   |
| 879   | Мурашо́в Павел Романович                                                                                                  | 24.03.1945            | танкист                         | механик-водитель танка Т-34 21-й гвардейской танковой бригады 5-го гвардейского танкового корпуса 6-й танковой армии 2-го Украинского фронта | гвардии старшина                          | 11.06.1924 — 19.03.1945                     | [ БС 16 ] [ ГС 67 ] [ НЛ 59 ]   |
| 880   | Мурду́гов Александр Иосифович арм. Մուրդուկյան Ալեքսանդր                                                                  | 31.05.1945            | артиллерия                      | командир дивизиона 80-го артиллерийского полка 76-й стрелковой дивизии 47-й армии 1-го Белорусского фронта | майор                                     | 02.08.1912 — 02.04.2007                     | [ БС 16 ] [ ГС 68 ] [ НЛ 60 ]   |
| 881   | Мурза́ Илья Митрофанович                                                                                                  | 29.06.1945            | пехота                          | командир 269-го стрелкового полка 136-й стрелковой дивизии 70-й армии 2-го Белорусского фронта | подполковник                              | 01.09.1904 — 11.11.1983                     | [ БС 16 ] [ ГС 69 ] [ НЛ 61 ]   |
| 882   | Мурза́ Степан Семёнович укр. Мурза Степан Семенович                                                                       | 25.10.1943            | пехота                          | командир батальона 722-го стрелкового полка 206-й стрелковой дивизии 47-й армии Воронежского фронта | капитан                                   | 15.12.1917 — 09.11.1974                     | [ БС 17 ] [ ГС 70 ] [ НЛ 62 ]   |
| 883   | Мурзагали́мов Газис Габидулович (Мурзагалимов Газиз Габидулович) баш. Мырҙағәлимов Ғәзиз Ғәбиҙулла улы                    | 22.02.1944            | артиллерия                      | командир орудия 75-го истребительно-противотанкового артиллерийского полка 1-го механизированного корпуса 37-й армии Степного фронта | младший сержант                           | 15.08.1923 — 11.06.1990                     | [ БС 18 ] [ ГС 71 ] [ НЛ 63 ]   |
| 884   | Мурзаха́нов Галлям Гимадеевич тат. Морзаханов Галләм Гыймади улы                                                          | 07.03.1945            | морской флот                    | строевой 66-го отдельного отряда дымомаскировки и дегазации Днепровской военной флотилии | краснофлотец                              | 27.03.1925 — 25.05.1990                     | [ БС 18 ] [ ГС 72 ] [ НЛ 64 ]   |
| 885   | Мурзи́н Ибрагим Хусаинович (Мурзин Ибрай Хусаинович) тат. Мурзин Ибраһим Хөсәен улы                                       | 10.04.1945            | артиллерия                      | командир орудия 158-го гвардейского артиллерийского полка 78-й гвардейской стрелковой дивизии 5-й гвардейской армии 1-го Украинского фронта | гвардии старший сержант                   | 1916 — 07.12.1945                           | [ БС 18 ] [ ГС 73 ] [ НЛ 65 ]   |
| 886   | Муру́гов Степан Яковлевич                                                                                                 | 24.03.1945            | пехота                          | командир пулемётного отделения пулемётной роты 95-го стрелкового полка 14-й стрелковой дивизии 14-й армии Карельского фронта | старший сержант                           | 01.07.1911 — 17.09.1980                     | [ БС 18 ] [ ГС 74 ] [ НЛ 66 ]   |
| 887   | Муры́гин Павел Павлович                                                                                                   | 22.02.1944            | пехота                          | стрелок 933-го стрелкового полка 254-й стрелковой дивизии 52-й армии 2-го Украинского фронта | красноармеец                              | 1922 — 22.10.1943                           | [ БС 18 ] [ ГС 75 ] [ НЛ 67 ]   |
| 888   | Муса́ев Мардан Мамед оглы азерб. Musayev Mərdan Məmməd oğlu                                                               | 03.06.1944            | пехота                          | командир отделения мотострелкового батальона 5-й гвардейской механизированной бригады 2-го гвардейского механизированного корпуса 28-й армии 3-го Украинского фронта | гвардии старший сержант                   | 01.01.1907 — 25.03.1982                     | [ БС 18 ] [ ГС 76 ] [ НЛ 68 ]   |
| 889   | Муса́ев Мукат Усагалиевич каз. Мұсаев Мұқат                                                                               | 24.03.1945            | пехота                          | пулемётчик 795-го стрелкового полка 228-й стрелковой дивизии 53-й армии 2-го Украинского фронта | красноармеец                              | 1919 — 03.05.1954                           | [ БС 18 ] [ ГС 77 ] [ НЛ 69 ]   |
| 890   | Муса́ев Саадул Исаевич (Мусаев Саадула Исаевич) авар. Мусаев Сагӏдула                                                     | 16.05.1944            | пехота                          | писарь стрелковой роты 16-го отдельного стрелкового батальона 83-й морской стрелковой бригады Отдельной Приморской армии | сержант                                   | 02.11.1919 — 23.11.1943                     | [ БС 18 ] [ ГС 78 ] [ НЛ 70 ]   |
| 891   | Муса́тов Валентин Николаевич                                                                                              | 29.06.1945            | пехота                          | командир 6-го отдельного мотоциклетного полка 1-й гвардейской танковой армии 2-го Белорусского фронта | гвардии подполковник                      | 01.11.1908 — 26.08.1982                     | [ БС 19 ] [ ГС 79 ] [ НЛ 71 ]   |
| 892   | Муса́тов Илья Иванович | 19.08.1944            | авиация                         | лётчик 10-го гвардейского авиационного полка 3-й гвардейской авиационной дивизии 3-го гвардейского авиационного корпуса Авиации дальнего действия | гвардии лейтенант                         | 30.07.1920 — 03.04.1984                     | [ БС 20 ] [ ГС 80 ] [ НЛ 72 ]   |
| 893   | Муса́тов Николай Алексеевич                                                                                               | 15.05.1946            | авиация                         | командир 13-го гвардейского дальнебомбардировочного авиационного полка 2-й гвардейской минно-торпедной авиационной дивизии ВВС Черноморского флота | гвардии подполковник                      | 19.11.1911 — 17.10.1965                     | [ БС 20 ] [ ГС 81 ] [ НЛ 73 ]   |
| 894   | Мусие́нко Иван Александрович укр. Мусієнко Іван Олександрович                                                             | 18.08.1945            | авиация                         | командир 6-го гвардейского отдельного штурмового авиационного полка 3-й воздушной армии 1-го Прибалтийского фронта | гвардии майор                             | 23.09.1915 — 22.08.1989                     | [ БС 20 ] [ ГС 82 ] [ НЛ 74 ]   |
| 895   | Му́син Василий Петрович укр. Мусін Василь Петрович                                                                        | 24.03.1945            | пехота                          | командир взвода автоматчиков 211-го гвардейского стрелкового полка 73-й гвардейской стрелковой дивизии 57-й армии 3-го Украинского фронта | гвардии лейтенант                         | 1912 — 28.11.1944                           | [ БС 20 ] [ ГС 83 ] [ НЛ 75 ]   |
| 896   | Муси́нский Николай Степанович                                                                                             | 30.01.1943            | авиация                         | лётчик 128-го ближнебомбардировочного авиационного полка Калининского фронта | лейтенант                                 | 18.04.1921 — 28.10.1965                     | [ БС 20 ] [ ГС 84 ] [ НЛ 76 ]   |
| 897   | Мусла́нов Григорий Фёдорович                                                                                              | 24.03.1945            | пехота                          | командир 618-го стрелкового полка 215-й стрелковой дивизии 5-й армии 3-го Белорусского фронта | подполковник                              | 25.01.1914 — 06.04.1998                     | [ БС 20 ] [ ГС 85 ] [ НЛ 77 ]   |
| 898   | Мусохра́нов Александр Филиппович                                                                                          | 13.11.1943            | пехота                          | командир пулемётного расчёта 1144-го стрелкового полка 340-й стрелковой дивизии 38-й армии Воронежского фронта | сержант                                   | 27.01.1921 — 22.12.2002                     | [ БС 20 ] [ ГС 86 ] [ НЛ 78 ]   |
| 899   | Мустаки́мов Зейнулла Мустакимович (Мустакимов Зайнулла Мустакимович) тат. Мөстәкыймов Зәйнулла Мөстәкыйм улы              | 24.03.1945            | артиллерия                      | наводчик орудия 536-го истребительно-противотанкового артиллерийского полка 14-й истребительно-противотанковой артиллерийской бригады РГК в составе 2-й гвардейской армии 1-го Прибалтийского фронта | красноармеец                              | 1924 — 28.02.1945                           | [ БС 21 ] [ ГС 87 ] [ НЛ 79 ]   |
| 900   | Мустафа́ев Бекир Дурсунович (Мустафаев Бекир Дурсун оглы, Мустафаев Бакир Дурсунович) азерб. Mustafayev Bəkir Dursun oğlu | 16.05.1944            | пехота                          | стрелок 164-го гвардейского стрелкового полка 55-й гвардейской стрелковой дивизии 56-й армии Северо-Кавказского фронта | гвардии красноармеец                      | 11.02.1898 — 10.12.1978                     | [ БС 22 ] [ ГС 88 ] [ НЛ 80 ]   |
| 901   | Мустафа́ев Хыдыр Гасан оглы азерб. Mustafayev Xıdır Həsən oğlu                                                            | 10.01.1944            | пехота                          | командир мотострелкового батальона 91-й отдельной танковой бригады 3-й гвардейской танковой армии 1-го Украинского фронта | майор                                     | 27.03.1905 — 21.05.1975                     | [ БС 22 ] [ ГС 89 ] [ НЛ 81 ]   |
| 902   | Муста́фин Михаил Андреевич тат. Мостафин Мөдәррис Идрис улы                                                               | 26.10.1944            | авиация                         | командир звена 165-го гвардейского штурмового авиационного полка 10-й гвардейской штурмовой авиационной дивизии 2-й воздушной армии 1-го Украинского фронта | гвардии старший лейтенант                 | 15.11.1916 — 09.04.1987                     | [ БС 22 ] [ ГС 90 ] [ НЛ 82 ]   |
| 903   | Мутке́нов Серикбай каз. Мұткенов Серікбай                                                                                 | 09.02.1944            | артиллерия                      | командир орудия 342-го стрелкового полка 136-й стрелковой дивизии 38-й армии Воронежского фронта | старший сержант                           | 16.02.1913 — 15.01.1944                     | [ БС 22 ] [ ГС 91 ] [ НЛ 83 ]   |
| 904   | Му́ха Григорий Никифорович укр. Муха Григорій Никифорович                                                                 | 24.03.1945            | пехота                          | командир роты 1369-го стрелкового полка 417-й стрелковой дивизии 51-й армии 4-го Украинского фронта | капитан                                   | 17.08.1912 — 01.06.1959                     | [ БС 22 ] [ ГС 92 ] [ НЛ 84 ]   |
| 905   | Мухамади́ев Хамза тат. Мөхәммәдиев Хәмзә Мөрсәлим улы                                                                     | 27.08.1943            | пехота                          | помощник командира взвода 205-го гвардейского стрелкового полка 70-й гвардейской стрелковой дивизии 13-й армии Центрального фронта | гвардии старший сержант                   | 02.01.1907 — 08.09.1997                     | [ БС 23 ] [ ГС 93 ] [ НЛ 85 ]   |
| 906   | Мухамбе́тов Жакипбек каз. Махамбетов Жақыпбек                                                                             | 22.02.1944            | пехота                          | пулемётчик 933-го стрелкового полка 254-й стрелковой дивизии 52-й армии Степного фронта | младший сержант                           | 05.03.1912 — 19.10.1981                     | [ БС 24 ] [ ГС 94 ] [ НЛ 86 ]   |
| 907   | Мухамед-Мирза́ев Хаваджи чечен. Мухамед-Мирзаев Хаваджи                                                                   | 15.01.1944            | кавалерия                       | помощник командира взвода 60-го гвардейского кавалерийского полка 16-й гвардейской кавалерийской дивизии 7-го гвардейского кавалерийского корпуса 61-й армии Центрального фронта | гвардии старший сержант                   | 1910 — 04.10.1943                           | [ БС 24 ] [ ГС 95 ] [ НЛ 87 ]   |
| 908   | Му́хин Анатолий Фёдорович                                                                                                 | 15.05.1946            | авиация                         | командир звена 177-го гвардейского истребительного авиационного полка 14-й гвардейской истребительной авиационной дивизии 3-го гвардейского истребительного авиационного корпуса 5-й воздушной армии 2-го Украинского фронта                                                                              | гвардии старший лейтенант                 | 08.02.1924 — 01.03.1979                     | [ БС 24 ] [ ГС 96 ] [ НЛ 88 ]   |
| 909   | Му́хин Валентин Григорьевич                                                                                               | 22.07.1966            | авиация                         | лётчик-испытатель ОКБ-115 Министерства авиационной промышленности | полковник                                 | 20.12.1926 — 13.04.2005                     | ——                              |
| 910   | Му́хин Василий Дмитриевич                                                                                                 | 17.10.1943            | пехота                          | командир батальона 241-го гвардейского стрелкового полка 75-й гвардейской стрелковой дивизии 60-й армии Центрального фронта | гвардии старший лейтенант                 | 20.04.1915 — 28.11.1978                     | [ БС 24 ] [ ГС 98 ] [ НЛ 89 ]   |
| 911   | Му́хин Василий Филиппович бел. Мухін Васіль Піліпавіч                                                                     | 23.02.1945            | авиация                         | командир звена 178-го гвардейского истребительного авиационного полка 14-й гвардейской истребительной авиационной дивизии 3-го гвардейского истребительного авиационного корпуса 5-й воздушной армии 2-го Украинского фронта                                                                              | гвардии лейтенант                         | 31.12.1917 — 17.07.1984                     | [ БС 24 ] [ ГС 99 ] [ НЛ 90 ]   |
| 912   | Му́хин Виктор Петрович | 15.01.1944            | пехота                          | стрелок 29-го гвардейского стрелкового полка 12-й гвардейской стрелковой дивизии 61-й армии Центрального фронта | гвардии красноармеец                      | 03.10.1924 — 14.12.1983                     | [ БС 24 ] [ ГС 100 ] [ НЛ 91 ]  |
| 913   | Мухо́ртов Сергей Григорьевич                                                                                              | 20.12.1943            | пехота                          | разведчик взвода пешей разведки 267-го гвардейского стрелкового полка 89-й гвардейской стрелковой дивизии 37-й армии Степного фронта | гвардии красноармеец                      | 07.10.1923 — 16.01.1950                     | [ БС 24 ] [ ГС 101 ] [ НЛ 92 ]  |
| 914   | Му́шников Владимир Александрович                                                                                          | 22.02.1944            | пехота                          | командир отделения 1118-го стрелкового полка 333-й стрелковой дивизии 6-й армии 3-го Украинского фронта | сержант                                   | 06.12.1923 — 29.06.2014                     | [ БС 25 ] [ ГС 102 ] [ НЛ 93 ]  |
| 915   | Му́шников Георгий Иустинович                                                                                              | 10.04.1945            | авиация                         | командир звена 140-го гвардейского штурмового авиационного полка 8-й гвардейской штурмовой авиационной дивизии 1-го гвардейского штурмового авиационного корпуса 2-й воздушной армии 1-го Украинского фронта                                                                                              | гвардии старший лейтенант                 | 07.12.1923 — 03.02.1984                     | [ БС 26 ] [ ГС 103 ] [ НЛ 94 ]  |
| 916   | Мы́за Владимир Иванович (Мызо Владимир Иванович)                                                                          | 22.02.1944            | пехота                          | заместитель командира батальона 185-го гвардейского стрелкового полка 60-й гвардейской стрелковой дивизии 6-й армии 3-го Украинского фронта | гвардии капитан                           | 24.02.1915 — 06.02.1944                     | [ БС 26 ] [ ГС 104 ] [ НЛ 95 ]  |
| 917   | Мы́кал Степан Фёдорович укр. Микал Степан Федорович                                                                       | 13.09.1944            | артиллерия                      | командир миномётного расчёта 797-го стрелкового полка 232-й стрелковой дивизии 40-й армии 1-го Украинского фронта | красноармеец                              | 01.01.1924 — 14.09.1973                     | [ БС 26 ] [ ГС 105 ] [ НЛ 96 ]  |
| 918   | Мы́льников Владимир Васильевич                                                                                            | 24.03.1945            | артиллерия                      | командир дивизиона 969-го артиллерийского полка 60-й стрелковой дивизии 47-й армии 1-го Белорусского фронта | майор                                     | 08.10.1923 — 20.12.1991                     | [ БС 26 ] [ ГС 106 ] [ НЛ 97 ]  |
| 919   | Мы́льников Георгий Степанович                                                                                             | 28.04.1945            | инженер                         | командир сапёрного взвода 7-го гвардейского отдельного сапёрного батальона 1-й гвардейской воздушно-десантной дивизии 53-й армии 2-го Украинского фронта | гвардии лейтенант                         | 17.04.1917 — 09.02.1945                     | [ БС 26 ] [ ГС 107 ] [ НЛ 98 ]  |
| 920   | Мы́льников Григорий Михайлович                                                                                            | 23.02.1945 19.04.1945 | авиация                         | командир эскадрильи 15-го гвардейского штурмового авиационного полка 277-й штурмовой авиационной дивизии 13-й воздушной армии Ленинградского фронта командир эскадрильи 15-го гвардейского штурмового авиационного полка 277-й штурмовой авиационной дивизии 1-й воздушной армии 3-го Белорусского фронта | гвардии капитан гвардии майор             | 25.05.1919 — 26.09.1979                     | [ БС 26 ] [ ГС 108 ] [ НЛ 99 ]  |
| 921   | Мы́син Александр Павлович                                                                                                 | 17.10.1943            | пехота                          | командир роты 241-го гвардейского стрелкового полка 75-й гвардейской стрелковой дивизии 60-й армии Центрального фронта | гвардии старший лейтенант                 | 20.06.1920 — 25.08.1989                     | [ БС 27 ] [ ГС 109 ] [ НЛ 100 ] |
| 922   | Мысниче́нко Виктор Иванович укр. Мисниченко Віктор Іванович                                                               | 29.06.1945            | авиация                         | штурман эскадрильи 96-го отдельного корректировочно-разведывательного авиационного полка 17-й воздушной армии 3-го Украинского фронта | капитан                                   | 05.11.1918 — 31.01.2007                     | [ БС 28 ] [ ГС 110 ] [ НЛ 101 ] |
| 923   | Мы́тарев Иван Петрович | 21.07.1944            | пехота                          | стрелок 300-го гвардейского стрелкового полка 99-й гвардейской стрелковой дивизии 7-й армии Карельского фронта | гвардии красноармеец                      | 26.11.1925 — 09.04.1996                     | [ БС 28 ] [ ГС 111 ] [ НЛ 102 ] |
| 924   | Мы́тов Дмитрий Васильевич                                                                                                 | 17.10.1943            | артиллерия                      | командир орудия 436-го артиллерийского полка 112-й стрелковой дивизии 60-й армии Центрального фронта | сержант                                   | 1922 — 13.10.1943                           | [ БС 28 ] [ ГС 112 ] [ НЛ 103 ] |
| 925   | Мы́хлик Василий Ильич укр. Михлик Василь Ілліч                                                                            | 23.02.1945 29.06.1945 | авиация                         | штурман 566-го штурмового авиационного полка 277-й штурмовой авиационной дивизии 13-й воздушной армии Ленинградского фронта командир эскадрильи 566-го штурмового авиационного полка 277-й штурмовой авиационной дивизии 1-й воздушной армии 3-го Белорусского фронта                                     | старший лейтенант капитан                 | 29.12.1922 — 29.12.1996                     | [ БС 28 ] [ ГС 113 ] [ НЛ 104 ] |
| 926   | Мы́цык Василий Фёдорович укр. Мицик Василь Федорович                                                                      | 31.05.1945            | артиллерия                      | командир 75-го гвардейского зенитного артиллерийского полка 12-го гвардейского танкового корпуса 2-й гвардейской танковой армии 1-го Белорусского фронта | гвардии подполковник                      | 02.03.1913 — 15.05.1945                     | [ БС 28 ] [ ГС 114 ] [ НЛ 105 ] |
| 927   | Мычко́ Иван Иванович укр. Мичко Іван Іванович                                                                             | 17.10.1943            | пехота                          | стрелок 212-го гвардейского стрелкового полка 75-й гвардейской стрелковой дивизии 60-й армии Центрального фронта | гвардии красноармеец                      | 20.06.1925 — декабрь 1943                   | [ БС 28 ] [ ГС 115 ] [ НЛ 106 ] |
| 928   | Мя́гкий Михаил Васильевич укр. М'ягкий Михайло Васильович                                                                 | 04.06.1944            | инженер                         | минёр 10-го гвардейского отдельного батальона минёров 43-й армии Калининского фронта | гвардии красноармеец                      | 22.09.1922 — 12.05.1943                     | [ БС 29 ] [ ГС 116 ] [ НЛ 107 ] |
| 929   | Мягко́в Владимир Андреевич                                                                                                | 21.05.1940            | пехота                          | командир взвода особого лыжного отряда 9-й армии | красноармеец                              | 1915 — 06.03.1940                           | [ БС 30 ] [ ГС 117 ] [ НЛ 108 ] |
| 930   | Мягчи́лов Анатолий Григорьевич                                                                                            | 22.07.1944            | пехота                          | командир взвода 18-го гвардейского стрелкового полка 9-й гвардейской стрелковой дивизии 6-й гвардейской армии 1-го Прибалтийского фронта | гвардии лейтенант                         | 27.10.1923 — 18.05.1944                     | [ БС 30 ] [ ГС 118 ] [ НЛ 109 ] |
| 931   | Мядзе́ль Михаил Маркович бел. Мядзель Міхаіл Маркавіч                                                                     | 17.10.1943            | комиссар                        | парторг батальона 1031-го стрелкового полка 280-й стрелковой дивизии 60-й армии Центрального фронта | старший лейтенант                         | 17.10.1910 — 21.01.1981                     | [ БС 30 ] [ ГС 119 ] [ НЛ 110 ] |
| 932   | Мя́кишев Иван Спиридонович                                                                                                | 31.05.1945            | пехота                          | командир взвода мотострелкового батальона 21-й гвардейской механизированной бригады 8-го гвардейского механизированного корпуса 1-й гвардейской танковой армии 1-го Белорусского фронта | гвардии младший лейтенант                 | 05.02.1924 — 26.05.2007                     | [ БС 30 ] [ ГС 120 ] [ НЛ 111 ] |
| 933   | Мяко́тин Василий Васильевич                                                                                               | 22.02.1944            | пехота                          | командир 1118-го стрелкового полка 333-й стрелковой дивизии 6-й армии 3-го Украинского фронта | майор                                     | 15.03.1917 — 15.06.1976                     | [ БС 30 ] [ ГС 121 ] [ НЛ 112 ] |
| 934   | Мяко́тин Иван Михайлович                                                                                                  | 27.06.1945            | комиссар                        | парторг батальона 979-го стрелкового полка 253-й стрелковой дивизии 3-й гвардейской армии 1-го Украинского фронта | лейтенант                                 | 1917 — 28.02.1945                           | [ БС 30 ] [ ГС 122 ] [ НЛ 113 ] |
| 935   | Мя́кшин Геннадий Александрович                                                                                            | 24.03.1945            | пехота                          | командир отделения взвода автоматчиков 5-й мотострелковой бригады 5-го танкового корпуса 2-го Прибалтийского фронта | старшина                                  | 27.01.1922 — 01.08.2000                     | [ БС 30 ] [ ГС 123 ] [ НЛ 114 ] |
| 936   | Мяснико́в Александр Сергеевич                                                                                             | 17.11.1943            | пехота                          | командир отделения мотострелкового батальона 69-й механизированной бригады 9-го механизированного корпуса 3-й гвардейской танковой армии Воронежского фронта | красноармеец                              | 19.02.1925 — 29.09.1943                     | [ БС 30 ] [ ГС 124 ] [ НЛ 115 ] |
| 937   | Мяснико́в Владимир Владимирович                                                                                           | 31.05.1945            | инженер                         | командир взвода 8-го отдельного огнемётного батальона 5-й ударной армии 1-го Белорусского фронта | лейтенант                                 | 16.05.1924 — 04.07.2015                     | [ БС 31 ] [ ГС 125 ] [ НЛ 116 ] |
| 938   | Мяснико́в Евгений Александрович                                                                                           | 18.08.1945            | авиация                         | командир эскадрильи 449-го бомбардировочного авиационного полка 244-й бомбардировочной авиационной дивизии 17-й воздушной армии 3-го Украинского фронта | старший лейтенант                         | 25.05.1920 — 01.02.1991                     | [ БС 32 ] [ ГС 126 ] [ НЛ 117 ] |
| 939   | Мяснико́в Иван Степанович                                                                                                 | 17.11.1939            | пехота                          | командир роты 5-й мотострелковой пулемётной бригады 1-й армейской группы | младший лейтенант                         | 17.09.1912 — 25.09.1941                     | ——                              |
| 940   | Мяснико́в Михаил Иванович                                                                                                 | 24.03.1945            | танкист                         | заместитель командира танкового батальона 63-й отдельной танковой бригады Отдельной Приморской армии 4-го Украинского фронта | старший лейтенант                         | 21.11.1922 — 25.07.2005                     | [ БС 32 ] [ ГС 128 ] [ НЛ 118 ] |
| 941   | Мясни́цин Виктор Александрович                                                                                            | 10.04.1945            | артиллерия                      | разведчик 312-го гвардейского миномётного полка РГК в составе 4-й танковой армии 1-го Украинского фронта | гвардии ефрейтор                          | 05.06.1924 — 15.10.2005                     | [ БС 32 ] [ ГС 129 ] [ НЛ 119 ] |
| 942   | Мясое́дов Григорий Павлович                                                                                               | 30.10.1943            | пехота                          | старшина роты 895-го стрелкового полка 193-й стрелковой дивизии 65-й армии Центрального фронта | старший сержант                           | 27.09.1901 — 19.10.1943                     | [ БС 32 ] [ ГС 130 ] [ НЛ 120 ] |
| 943   | Мя́чин Василий Дмитриевич                                                                                                 | 29.06.1945            | пехота                          | командир батальона 114-го гвардейского стрелкового полка 37-й гвардейской стрелковой дивизии 65-й армии 2-го Белорусского фронта | гвардии майор                             | 19.12.1918 — 14.03.1980                     | [ БС 32 ] [ ГС 131 ] [ НЛ 121 ] |

| Навигационная таблица | Навигационная таблица              |
| --------------------- | ---------------------------------- |
| «М»                   | Магерамов Мелик — Малка Иван       |
| «М»                   | Малков Георгий — Марков Александр  |
| «М»                   | Марков Алексей — Матросов Алексей  |
| «М»                   | Матросов Вадим — Мельнов Иван      |
| «М»                   | Меляков Василий — Миронов Леонид   |
| «М»                   | Миронов Михаил — Могильчак Иван    |
| «М»                   | Модин Борис — Москалёв Николай     |
| «М»                   | Москаленко Георгий — Мячин Василий |